# Tejas
Tejas é o quinto álbum de estúdio da banda ZZ Top, lançado em novembro de 1976. Após a turnê (com um palco em formato de um grande mapa do estado do Texas, a fim de imitar um deserto, inclusive com alguns animais nativos da fauna desértica (dentre eles búfalos, urubus e cobras) transitando), a banda resolveu fazer um retiro de um ano e meio, já que o contrato com a gravadora anterior já estava expirado. A banda assinaria com a Warner em 1978, e lançaria o seu álbum seguinte (Deguello) em 1979. No ano seguinte (1977), a banda lançaria uma coletânea com os clássicos da banda até o momento.

## Faixas
Todas as faixas por Billy Gibbons, Dusty Hill e Frank Beard, exceto onde anotado.
1. "It's Only Love" – 4:22
2. "Arrested for Driving While Blind" – 3:09
3. "El Diablo" – 4:22
4. "Snappy Kakkie" – 2:59
5. "Enjoy and Get It On" – 3:26
6. "Ten Dollar Man" – 3:42
7. "Pan Am Highway Blues" – 3:15
8. "Avalon Hideaway" – 3:07
9. "She's a Heartbreaker" – 3:02
10. "Asleep in the Desert" (Gibbons) – 3:24
  - Instrumental

## Banda
- Billy Gibbons: guitarra e vocal
- Dusty Hill: baixo
- Frank Beard: bateria